# Paramerina taylori
Paramerina taylori är en tvåvingeart som beskrevs av Roback 1982. Paramerina taylori ingår i släktet Paramerina och familjen fjädermyggor. Inga underarter finns listade i Catalogue of Life.